# Женерал Озориу / Ипанема (станция метро)
Ипанема/Женерал Озориу (порт. Estação Ipanema/General Osório) — станция линии Линии 1 метрополитена Рио-де-Жанейро. Станция располагается в районе Копакабана города Рио-де-Жанейро. Открыта 21 декабря 2009 года.
Станция имеет четыре выхода: Praça General Osório, Jangadeiros, Sá Ferreira и Teixeira de Melo. Названа в честь генерала Мануэла Луиса Осорио.

## Окрестности
- Площадь Nossa Senhora da Paz
- Лагуна Родригу-ди-Фрейташ
- Пляж Копакабана
- Пляж Ипанема